# Topas (Salamanca)
Topas ist eine kleine westspanische Gemeinde (municipio) in der Provinz Salamanca in der Autonomen Gemeinschaft Kastilien-León. 2024 hatte die Gemeinde 511 Einwohner. Neben dem Hauptort Topas besteht die Gemeinde aus den Ortschaften San Cristóbal del Monte, Ízcala und Centro Penitenciario sowie den Wüstungen Cañedino, Cardeñosa, Valdehermoso und Valdío.

## Geographie
Topas befindet sich etwa 18 Kilometer nördlich vom Stadtzentrum der Provinzhauptstadt Salamanca in einer Höhe von 825 m. 

## Bevölkerungsentwicklung
| Jahr      | 1900 | 1920 | 1950 | 1970 | 1981 | 1991 | 2001 | 2011 | 2021 |
| Einwohner | 897  | 998  | 1263 | 929  | 806  | 769  | 725  | 612  | 534  |

## Sehenswürdigkeiten
- Castello de Buen Amor in Villanueva de Cañedo
- Kirche von Topas
- Kapelle der Jungfrau (Ermita de la Virgen de los Remedios) in Villanueva de Cañedo

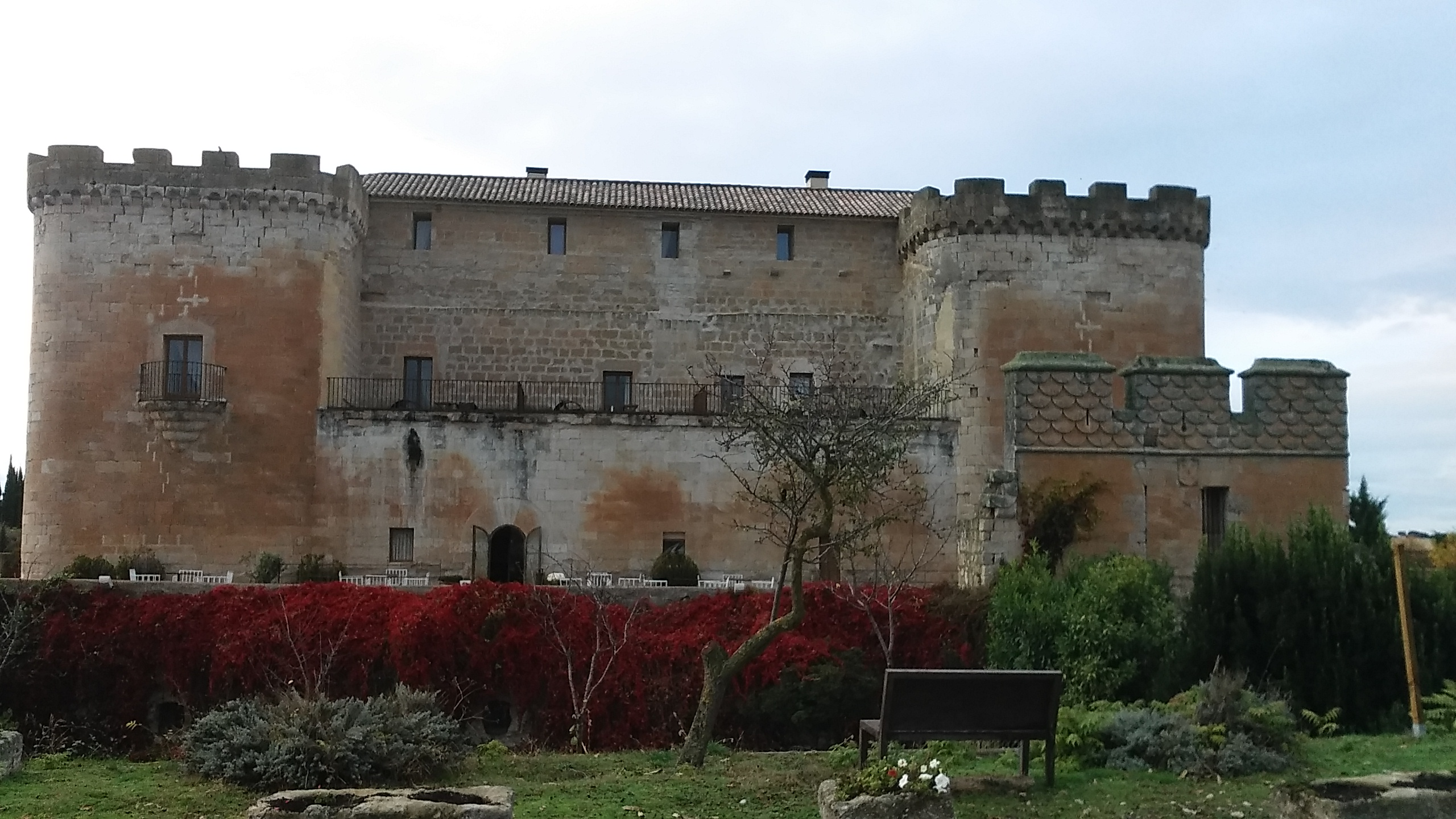
Castello de Buen Amor
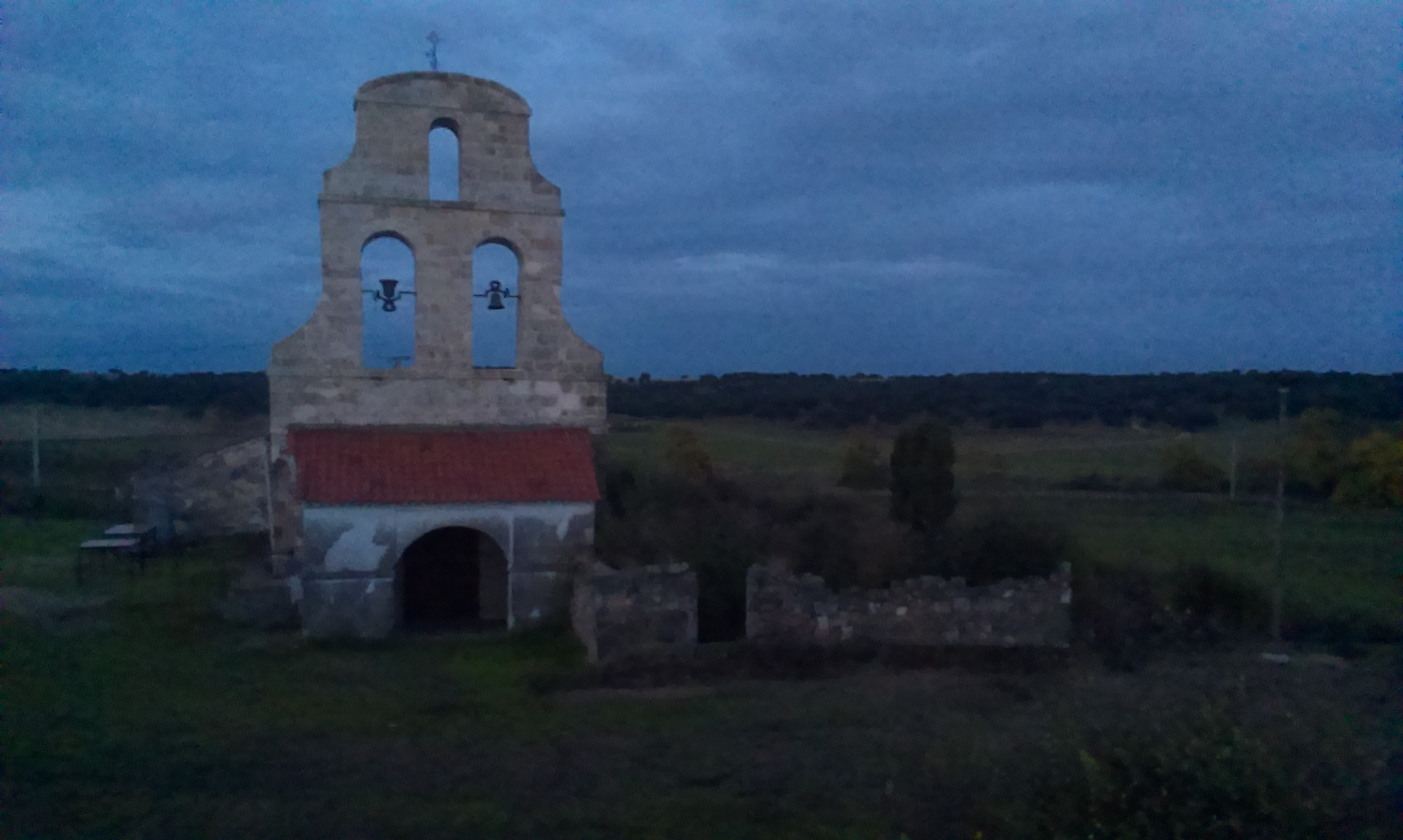
Kapelle von Villanueva de Cañedo